# Tudhaliya III
Tudhaliya III was voor een korte tijd koning van het Hettitische Rijk (nieuwe koninkrijk) rond 1385 v.Chr.. Hij is mogelijk de zoon en opvolger van Hattusili II, maar in het algemeen wordt hij gezien als de zoon en directe opvolger van Tudhaliya II. Nergens wordt hij echter expliciet vermeld als koning. De Hettitische teksten beschrijven hem als "Tudhaliya het kind" (of, in een vrijere vertaling, "Tudhaliya de Jongere"). Hij werd vermoord door een groep officieren, onder wie zijn opvolger, en zeer waarschijnlijk ook zijn broer, Suppiluliuma I.
De nummering van de Hettitische koningen met de naam Tudhaliya is enigszins problematisch. Er was een Hattische mythische figuur met die naam, van wie onbekend is of deze wel koning geweest is. Deze Tudhaliya wordt normaliter niet opgenomen in de Hettitische koningslijst, en zijn vader wordt dikwijls aangeduid als Tudhaliya III.